# 李榮宗 (臺灣政治人物)
李榮宗，臺灣親民黨籍政治人物，曾任高雄市議員。為現任高雄市議員李眉蓁之父。
2006年8月3日，因捲入前高雄市議長朱安雄行賄議員案，李榮宗被判徒刑1年，褫奪公權4年，並依法將遭解除議員資格，2007年入監服刑7個月，後遇上中央實施全國大減刑出獄。
出獄後在陳菊市長任內獲聘高雄市果菜市場總經理 ，並長年擔任鳳邑舊城隍廟主任委員。李榮宗為人海派低調，有情有義，地方實力堅強，人脈跨足了各政黨、各派系，許多事情都會請他幫忙從中協調。